# Demineralizacja wody
Demineralizacja wody – usunięcie z wody rozpuszczonych w niej soli.
Najprostszy schemat obejmuje wymianę:
- kationów na kationicie silnie kwaśnym pracującym w cyklu wodorowym,
- anionów na anionicie silnie zasadowym pracującym w cyklu wodorotlenowym.

Oczyszczona woda zostaje pozbawiona wszystkich zawartych w niej soli.
Wytwarza się równoważna liczba jonów wodorowych i wodorotlenowych, tworząc cząsteczki wody.